# Sheika Scott
Sheika Daleicha Scott Richardson (* 22. Oktober 2006) ist eine costa-ricanische Fußballspielerin.

## Karriere

### Vereine
In einem Spiel für Municipal Pococí am 8. August 2021 wurde sie mit 14 Jahren zur jüngsten Torschützin in der Geschichte der ersten Liga. Zur Apertura 2023 wurde sie von LD Alajuelense unter Vertrag genommen.

### Nationalmannschaft
Mit der costa-ricanischen U17 nahm sie an der CONCACAF Meisterschaft 2022 teil und erreichte mit ihrem Team das Viertelfinale, sie wurde davor in allen Spielen eingesetzt und erzielte ein Tor sowie zwei Assists. Ein paar Monate später nahm sie mit der U20 noch an der Weltmeisterschaft im selben Jahr teil und kam hier in allen Gruppenspielen zum Einsatz an dessen Ende ihre Mannschaft punktlos ausschied. Im nächsten Jahr kam sie auch noch einmal mit dieser Mannschaft bei der CONCACAF Meisterschaft 2023 zu einem Einsatz, wobei sie im verlorenen Spiel um Platz drei gegen Kanada einen Hattrick erzielte.
Ihren ersten bekannten Einsatz für die costa-ricanische Nationalmannschaft hatte sie am 11. November 2022 bei einer 0:4-Freundschaftsspielniederlage gegen die Niederlande. Hier wurde sie zur 62. Minute für Gloriana Villalobos eingewechselt. Danach folgte noch ein weiterer Freundschaftsspieleinsatz und einer im Revelations Cup 2023.
Am 8. Juli 2023 wurde sie für den Kader der Weltmeisterschaft 2023 nominiert.